# Reinhold Mathy
Reinhold Mathy (Memmingen, Alemania Occidental; 12 de abril de 1962) es un exfutbolista alemán que jugaba como delantero. Tras comenzar a jugar al fútbol en su equipo local, ingresó a las divisiones inferiores del Bayern en 1979. Con el cuadro bávaro estuvo siete años y ganó cuatro Bundesliga y tres DFB-Pokal.
Era un jugador talentoso y existió una gran expectativa en que podía ser el reemplazante natural de Karl-Heinz Rummenigge, pero Mathy sufría de depresión, lo que mermó mucho su rendimiento en el equipo. Luego de jugar de manera intermitente, dejó el Bayern en 1987 y se unió al KFC Uerdingen 05, pero no tuvo una mejora significativa. Finalmente dejó la actividad en 1993 tras lesionarse mientras formaba parte del Hannover 96.

## Clubes
| Club             | País     | Año       |
| ---------------- | -------- | --------- |
| Bayern de Múnich | Alemania | 1980-1987 |
| KFC Uerdingen 05 | Alemania | 1987-1990 |
| FC Wettingen     | Alemania | 1990-1992 |
| Hannover 96      | Alemania | 1992-1993 |

## Palmarés

#### Campeonatos nacionales (7)
| Título     | Club             | País     | Año     |
| ---------- | ---------------- | -------- | ------- |
| Bundesliga | Bayern de Múnich | Alemania | 1980-81 |
| DFB-Pokal  | Bayern de Múnich | Alemania | 1981-82 |
| DFB-Pokal  | Bayern de Múnich | Alemania | 1983-84 |
| Bundesliga | Bayern de Múnich | Alemania | 1984-85 |
| Bundesliga | Bayern de Múnich | Alemania | 1985-86 |
| DFB-Pokal  | Bayern de Múnich | Alemania | 1985-86 |
| Bundesliga | Bayern de Múnich | Alemania | 1986-87 |